# Villa Amari Cusa
Villa Amari Cusa è una villa signorile e masseria fortificata situata a Palese, un quartiere di Bari a nord dello stesso capoluogo. La villa si trova nelle immediate vicinanze di un altro storico monumento, Villa Capitaneo.

## Storia
La sua costruzione iniziò nel 1805 per committenza della nobile famiglia modugnese Loiacono ed al nucleo originario furono aggiunti altri tre corpi di fabbrica, rispettivamente nel 1823, 1826 e 1879 (le date sono incise su lapidi, affisse sui rispettivi corpi di fabbrica, secondo un'usanza dei secoli passati).  La villa ha assunto l'attuale nome a seguito del matrimonio tra Anna Maria Loiacono e Agostino Amari Cusa (figlio del prefetto di Bari Bartolomeo). Attualmente la proprietà è divisa fra tre proprietari.

## Caratteristiche architettoniche

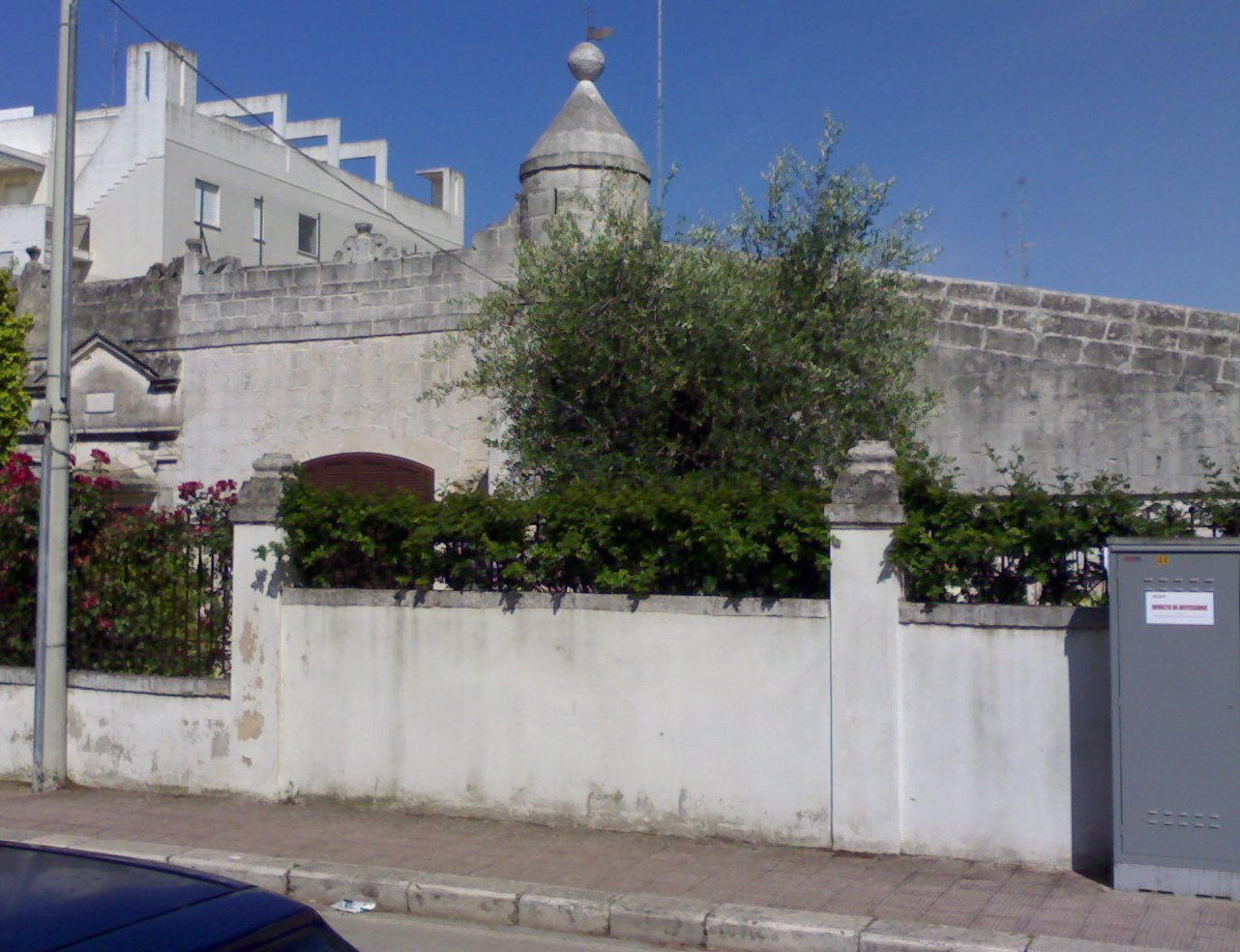
Villa Amari Cusa: parte destra della facciata anteriore

In pianta, la masseria ha una forma ad F, con l'aggiunta all'estremo sud, di una piccola costruzione a pianta rettangolare coperta da tetto a falde (forse eretta successivamente). È cinta verso la piazza da un vecchio muretto con balaustra in pietra e verso gli altri lati da un robusto muro. Nell'aspetto sembra un piccolo castello e volumetricamente è data da una serie di corpi parallelepipedi affiancati. I tompagni esterni sono in muratura portante di tufo calcareo. La masseria è ad un solo piano, con sotterranei. Nelle facciate, le aperture sono incorniciate da lesene lievemente aggettanti (nella facciata principale le altezze delle aperture sono alternativamente uguali) e caratteristico è il timpano che sovrasta una porta, di cui i due geison spioventi sono staccati da quello di base e la cui modanatura diventa orizzontale agli angoli. La cuspide della stessa modanatura spezza il marcapiano del terrazzo, su cui s'alza un parapetto pieno, in continuità con il resto della facciata. Alla sommità del parapetto, dei piccoli frontoni ribassati di gusto tardo-barocco dialogano con le aperture della facciata in modo da essere in linea con esse o con le loro estremità. Nella metà sinistra della facciata principale (per chi guarda l'edificio dalla piazza antistante), sul parapetto due frontoni sono sostituiti da piccole caditoie, mentre a destra e sinistra della facciata ci sono due torrette cilindriche; la destra dotata di feritoia e coperta da tetto conico in muratura, poi culminante con una sfera in pietra. Accanto a questa torre, un muro con il lembo superiore acuminato e leggermente spiovente termina la parte destra del prospetto anteriore e divide il cortile principale da quello laterale. Particolarmente interessanti sono le decorazioni degli elementi architettonici, opera dell'artigianato dell'intaglio della pietra.